# Nazionale maschile di beach soccer del Vietnam
La nazionale di beach soccer del Vietnam rappresenta il Vietnam nelle competizioni internazionali di beach soccer.

## Rosa
| N. |                    | Ruolo | Calciatore        |
| -- | ------------------ | ----- | ----------------- |
| 1  | Vietnam (bandiera) | P     | Trần Công Thành   |
| 11 | Vietnam (bandiera) | P     | Nguyễn Tiến Dương |
| 3  | Vietnam (bandiera) | D     | Ngô Hữu Trí       |
| 5  | Vietnam (bandiera) | D     | Lê Ngọc Phước     |
| 7  | Vietnam (bandiera) | D     | Lê Kim Tuấn       |
| 9  | Vietnam (bandiera) | D     | Trần Vĩnh Phong   |

| N. |                    | Ruolo | Calciatore          |
| -- | ------------------ | ----- | ------------------- |
| 2  | Vietnam (bandiera) | A     | Nguyễn Thành Đạt    |
| 4  | Vietnam (bandiera) | A     | Trần Văn Hiếu       |
| 6  | Vietnam (bandiera) | A     | Huỳnh Ngọc Tiến     |
| 8  | Vietnam (bandiera) | A     | Phùng Ngọc Vĩnh Qúy |
| 10 | Vietnam (bandiera) | A     | Bùi Trần Tuấn Anh   |
| 12 | Vietnam (bandiera) | A     | Võ Ngọc Thắng       |